# Künstliche Intelligenz in China

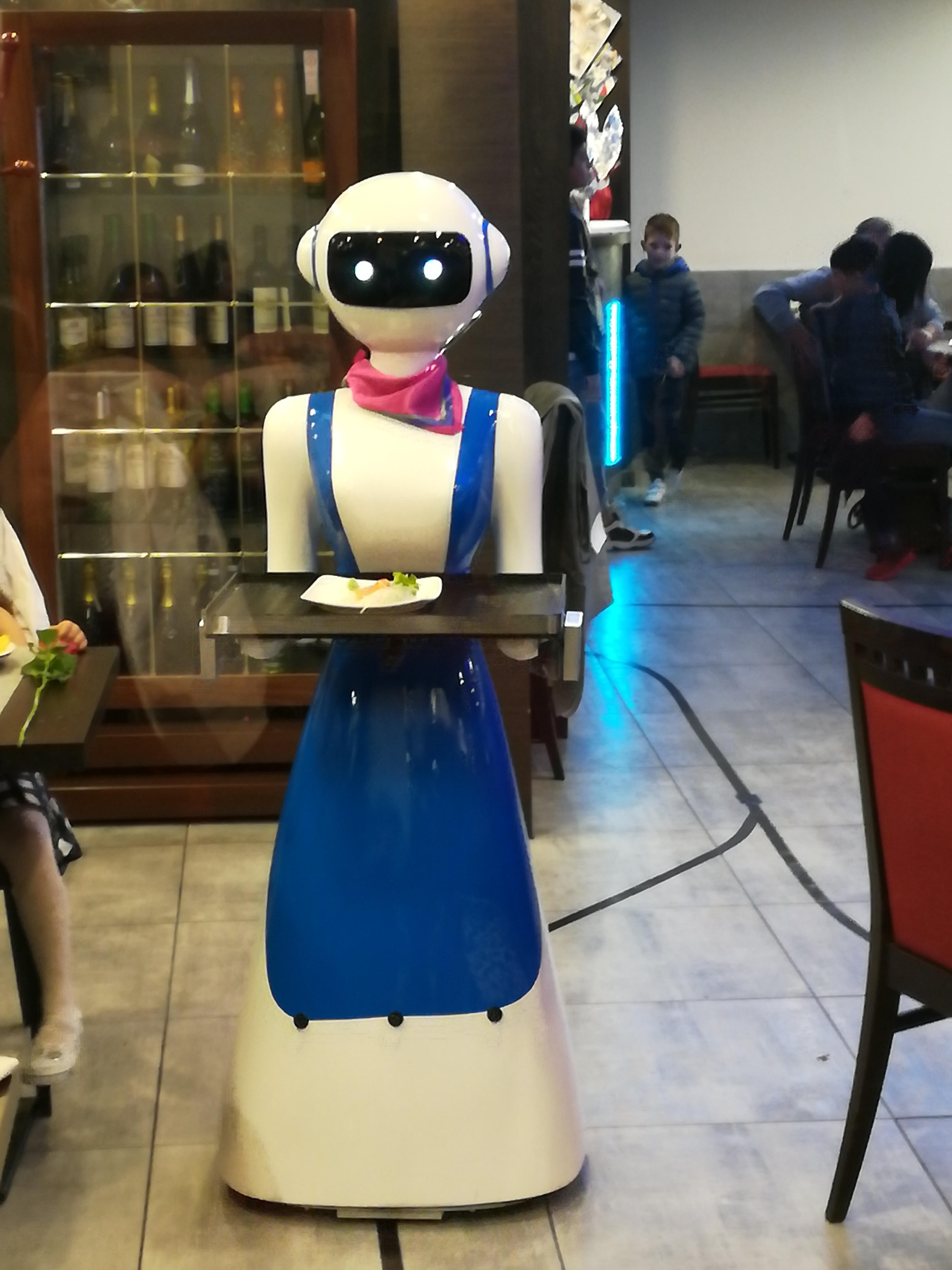
Chinesischer Kellner-Roboter in einem italienischen Café in Rapallo (Genua)

China hat sich seit den 2010er-Jahren zu einer globalen Schlüsselmacht im Bereich der Künstlichen Intelligenz (KI) entwickelt. Mit staatlich geförderten Initiativen, massiven Investitionen und strategischen Industrieprojekten verfolgt das Land das Ziel, bis 2030 weltweit führend in KI-Technologien zu werden. Ein besonderer Fokus liegt auf der Entwicklung humanoider Roboter, autonomer Fahrzeuge, Sprachmodelle und industrieller KI-Anwendungen. Gleichzeitig steht China vor Herausforderungen wie internationalen Exportbeschränkungen für Chips und der Balance zwischen Innovation und staatlicher Kontrolle.

## Historische Entwicklung
Die chinesische KI-Strategie wurde maßgeblich durch den 2017 veröffentlichten Entwicklungsplan geprägt, der vorsieht, den heimischen KI-Sektor bis 2025 auf einen Wert von 51 Milliarden Euro auszubauen. Ziel des Plans ist es, die USA als Technologieführer abzulösen, wie es China zuvor im Bereich der Elektromobilität gelungen ist. Staatliche Subventionen, die Förderung von Start-ups und die Übernahme westlicher Technologieunternehmen wie Kuka haben zum Aufbau einer soliden Infrastruktur beigetragen. Bis 2023 stieg China laut dem Artificial Intelligence Index Report der Stanford University zur führenden KI-Forschungsnation auf, mit neun der zehn produktivsten Forschungseinrichtungen weltweit.

## Forschungslandschaft und Schlüsselakteure

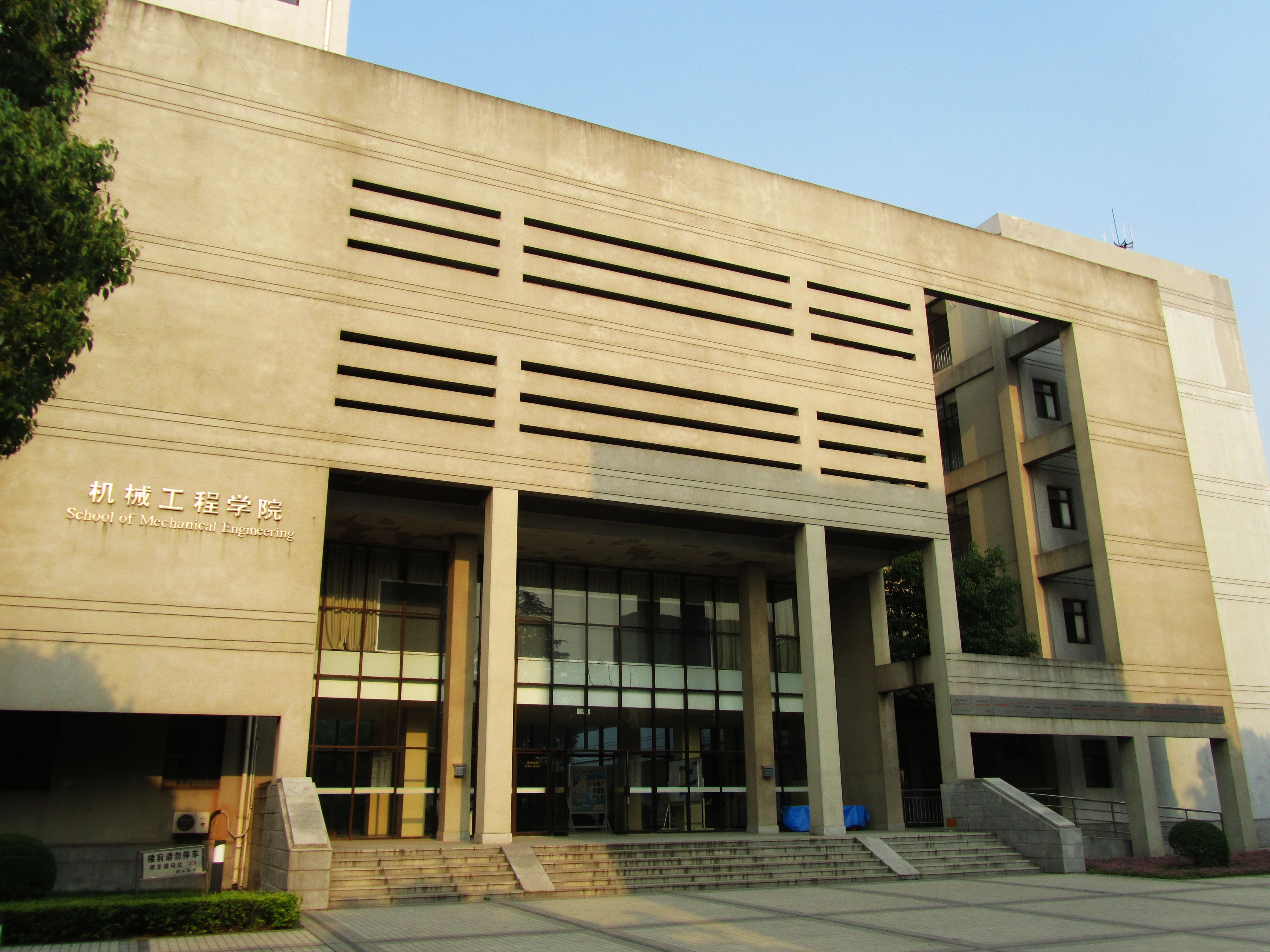
Universität Nanjing, eine der führenden chinesischen Universitäten in der KI-Forschung

Chinas KI-Forschung wird von einer Kombination aus staatlichen Institutionen, Universitäten und Tech-Konzernen vorangetrieben. Unternehmen wie Baidu, Alibaba und Huawei investieren massiv in Sprachmodelle, maschinelles Lernen und Robotik. Fourier Intelligence, ein Pionier in der Entwicklung humanoider Roboter, hat mit dem GR-1 einen Roboter entwickelt, der Lasten von 50 kg tragen und sich mit 5 km/h bewegen kann.
Ein zentraler Schwerpunkt ist die Verbesserung von KI-Systemen für industrielle Anwendungen, etwa in der Automatisierung von Fertigungsprozessen oder in der Logistik. Hier arbeiten Unternehmen eng mit staatlichen Programmen zusammen, um Standards für die Massenproduktion humanoider Roboter ab 2025 zu etablieren.

## Regulierung und Ethik
Die chinesische Regierung hat strenge Regeln für KI-Systeme eingeführt, die deren Einsatz an sozialistische Werte binden. Die 2023 veröffentlichten Vorschriften der Cyberspace Administration of China (CAC) verlangen, dass KI-Inhalte „keine sozialen Konflikte provozieren“ und stets unter staatlicher Kontrolle bleiben. Kritiker wie die Forscherin Antonia Hmaidi vom Merics-Institut betonen, dass diese Regulierung primär der Machtsicherung der Kommunistischen Partei dient.
Zugleich setzt China auf internationale Kooperationen, um technologische Standards mitzugestalten, und hat ähnlich wie die EU Entwürfe für eine „sichere und verständliche KI“ vorgelegt.

## Internationaler Vergleich und Herausforderungen
China gilt inzwischen als zweitstärkste KI-Nation hinter den USA, mit Großbritannien auf Platz drei aufgrund von Einrichtungen wie DeepMind (Sitz in London). Während die USA privatwirtschaftlich dominierte Innovationen vorantreiben, setzt China auf zentral gesteuerte Großprojekte.
US-Exportbeschränkungen für Hochleistungschips zwingen China zu alternativen Lösungen, etwa Cloud-Computing oder der Nutzung weniger leistungsstarker Chips in größerer Zahl.

## Zukunftsperspektiven
Bis 2027 plant China, humanoide Roboter zu entwickeln, die „denken, lernen und innovieren“ können. Parallel soll die KI-Infrastruktur durch den Aufbau stabiler Lieferketten und die Förderung von Start-ups gestärkt werden. Langfristig will das Land nicht nur KI als Wirtschaftsmotor, sondern auch als Instrument geopolitischer Einflussnahme zu nutzen – ein Ziel, das durch Initiativen wie die Neue Seidenstraße unterstützt wird.